# Podróż do Indii
Podróż do Indii (ang. A Passage to India) – brytyjsko-amerykański film z 1984 roku w reżyserii Davida Leana, będący ekranizacją powieści Droga do Indii Edwarda Morgana Forstera.

## Treść
Akcja rozgrywa się w brytyjskich Indiach z początku lat 20. XX wieku. Młoda Adela Quested przybywa tam po raz pierwszy, w towarzystwie swej przyszłej teściowej pani Moore. Jej narzeczony, Ronny Heaslop, jest miejscowym urzędnikiem w prowincjonalnym mieście Chandrapur. Kobiety, które pragną poznać „prawdziwe Indie”, są zaskoczone dyskryminacją rasową, samoizolacją Anglików oraz zmianą, jaka tymczasem nastąpiła w Ronnym. Poznając go bliżej, Adela nabiera coraz większych wątpliwości co do sensu swego narzeczeństwa i przyszłego małżeństwa. Za pośrednictwem życzliwego Hindusom dyrektora Fieldinga, obydwie tymczasem zaprzyjaźniają się z miejscowym młodym wdowcem, doktorem Azizem Ahmedem. Zabiera on je na dalszą wycieczkę do tajemniczych jaskiń Marabar, znanych z silnego, niepokojącego echa. Wyjazd kończy się dramatycznie: Adela ucieka z pewnej jaskini śmiertelnie przerażona, pokryta krwią i skaleczeniami. Później oskarża doktora Aziza o próbę gwałtu. Sprawa nabiera niespodziewanego rozgłosu wśród ludności miasteczka w sytuacji, gdy w Indiach nasilają się ruchy niepodległościowe.
Choć Fielding i pani Moore są pewni, że aresztowany sympatyczny doktor jest niewinny, uruchomionej brytyjskiej machiny sądowej nie można powstrzymać. Przyjaciele doktora dla jego obrony zatrudniają znanego prawnika z Kalkuty, zarazem zaangażowanego działacza niepodległościowego, który bezpłatnie podejmuje się obrony w procesie mającym wyraźne podłoże polityczne. Sam Fielding z niechęcią dystansuje się od swych stronniczych rodaków, a pani Moore zostaje odesłana przez syna do Anglii, by nie stała się w procesie kłopotliwym świadkiem obrony. W trakcie morskiej podróży umiera wskutek zawału serca. Proces doktora Aziza przebiega wśród narastających niepokojów społecznych i przy rosnących obawach miejscowych Brytyjczyków o wybuch rozruchów. Kończy się dla nich skandalem, gdy Adela odwołuje swe oskarżenia, zaś Aziz zostaje uniewinniony, z owacyjnym przyjęciem przez mieszkańców miasteczka.
Późniejsze zdarzenia są następstwem tych bulwersujących wypadków: miejscowi Anglicy zawiedzeni postawą Adeli, odwracają się od niej; tylko Fielding służy jej nadal pomocą, lecz rozstaje się z Azizem z powodów politycznych i osobistych. Przepełniony pogardą i niechęcią do Brytyjczyków doktor, w ślad za profesorem Godbhole udaje się do Kaszmiru, gdzie zakłada szpital. Po pewnym czasie odwiedza go Richard Fielding ze swą żoną Stellą – córką zmarłej pani Moore, i dochodzi między nimi do pojednania. W Hindusie dojrzewa wówczas postanowienie o napisaniu specjalnego listu do Adeli w Anglii.

## Obsada
- Judy Davis – Adela Quested
- Victor Banerjee – doktor Aziz Ahmed, hinduski lekarz
- Peggy Ashcroft – pani Moore
- James Fox – Richard Fielding, dyrektor rządowego kolegium
- Alec Guinness – profesor Narayan Godbhole, filozof
- Nigel Havers – Ronny Heaslop, narzeczony Adeli
- Richard Wilson – Turton, lokalny administrator brytyjski
- Antonia Pemberton – pani Turton
- Clive Swift – major Callendar, główny lekarz miejscowy
- Ann Firbank – pani Callendar
- Michael Culver – major McBryde, brytyjski komisarz, oskarżyciel
- Roshan Seth – Amrit Rao, obrońca w procesie
- Mohammed Ashiq – Haq, naczelnik policji
- Art Malik – Mahmoud Ali, przyjaciel Aziza
- Saeed Jaffrey – prawnik Hamidullah, przyjaciel Aziza
- Z.H. Kan – doktor Panna Lal
- Moti Makan – hinduski przewodnik wyprawy do jaskiń

## Nagrody
Film zdobył wiele nagród, w tym dwa Oscary i trzy Złote Globy; Peggy Ashcroft otrzymała za swą rolę Oscara, Złoty Glob i nagrodę BAFTA.